# 繼昌 (光緒進士)
繼昌（1852年—1908年），李佳氏，字述之，号濂溪、蓮畦、左庵、左厂，內務府汉军正白旗人（属内务府正白旗汉姓满洲旗人）。清朝政治人物，進士出身。

## 生平
光绪元年（1875年）乙亥科顺天乡试舉人（时隶内务府正白旗汉军善禄管领下），光緒三年（1877年）丁丑科第二甲第一百八名進士出身。同年五月，分部學習。历官军机章京、道员等。三十二年（1906年）正月，授湖南按察使。二月，擢江寧布政使。三十四年（1908年）六月，調甘肅布政使（未任），署安徽巡抚，卒。
在江宁布政使任上，与时两江总督端方意见不合，遂转甘肃布政使，词人王闿运赠诗《翠楼吟》（载王闿运《湘绮楼诗文集》）。但又据崇彝 《道咸以來朝野雜記》，继昌“經端午橋奏保，調回安徽巡撫”。
曾收藏清初画家梅清（号瞿山）横册十二帧。

## 著作
- 《左庵诗馀》八卷，光绪二十八年刻本。
- 《左庵词话》二卷，光绪二十八年(1902)刊本。其中在“八旗词家”一栏中，评纳兰容若的词“淸微淡远”，承龄的词“音调雅谐”。
- 《词话丛编》。
- 《左庵琐语》一卷。
- 《左庵一得録》二卷，光绪三十四年排印本。收录了作者所藏的各类书画。
- 《行素斋杂记》（俞廉三、蔡乃煌序），光绪二十七年（1901）湖南臬署刻本，记述清代军机旧闻、官制沿革、清官掌故及人物事迹。
- 《忍斋丛说》一卷。

## 家庭
- 始祖李天培（c.1610s-？），从龙入关。“李天培，正白旗包衣管領下人，世居長白山地方，來歸年分無考。其曽孫九十七現任員外郎，六十九、雙全、肇格俱現任筆帖式”（据《八旗滿洲氏族通譜》卷75）。
- 世祖魁明（c.1640s-？），内务府库掌，赐葬地。妻徐氏。
- 太高祖賽爾泰（c.1690s-？），奉宸苑苑副。妻吳佳氏。胞兄那爾泰，内务府员外郎；定住，三保。
- 太高祖伯五達塞（c.1670s-?）；妻董氏。其：
  - 子來全（c.1700s-?）；妻王氏。孙儿常春（c.1730s-?），原配杨氏（父楊常海），继配王氏。
    - 曾孙吉安（c.1760s-?），乾隆癸卯科舉人、候補知府加道銜；妻奚他氏（父文殊保），庶妻黃氏，林氏。
      - 玄孙慶會（字際雲；母林氏）（c.1800s-?）。妻索綽絡氏（父内务府正白旗满洲、嘉庆庚午科举人、江西粮道觀瑞（1785-？），祖父觀德（1725-1784）），祖伯父雍正丁巳恩科進士觀保）。其女一李氏，嫁镶红旗满洲、光緒六年（1881）進士他他拉氏志銳，即光绪帝瑾妃和珍妃的堂兄；女二李氏，嫁咸豐己未科進士、镶白旗宗室常珩。
      - 玄孙慶德（母奚他氏）。妻黃氏，張氏。其子錫疇，錫祉。
      - 玄孙女李氏（母奚他氏），嫁内务府正白旗汉军、内务府庆丰司员外郎兼镶黄旗公中佐领尚氏純嘏（c.1790s-1854）。其子道光戊戌（1838）进士延恒、道光庚子（1840）进士延愷；女尚氏与内务府正黄旗汉军、光緒十五年（1889年）己丑科进士楊鍾羲家族联姻；孙女尚氏系正蓝旗汉军进士胡俊章儿媳。

    - 曾孙三福，嘉庆甲子举人，广东香山知县；妻崔氏（父内管领崔德舒）。玄孙慶毓，彌陀保。

  - 子八十三。孙儿常簡，常久。
- 太高祖伯（名未详），其子（名未详），孙儿（名未详），曾孙吉星 (字薇垣)，玄孙杭州织造崑瑛，玄孙女李氏（1797-？）嫁內務府鑲黃旗滿洲葉赫那拉氏興誠（其子江南織造斌安、咸豐乙卯科舉人定安（字性菴）；父彭年；胞兄嘉慶己卯恩科繙譯進士興泰 (繙譯進士)；胞侄咸豐癸丑科進士浦安，其妻李氏（父杭州织造崑瑛，祖吉星），其子清末軍機大臣那桐）。
- 高祖雙全（c.1730s-？），内务府盛京佐领、盛京义州城守尉。妻曾氏、羅氏、博爾濟吉特氏。胞兄九格，雙保，海紹。
- 曾祖常顯（母博爾濟吉特氏）（c.1760s-？），内务府郎中兼正黄旗骁骑参领，两浙盐政兼杭州织造，粤海关监督（嘉庆十四年与两广总督百龄合拟《民夷交易章程》，载《粤海关志》卷二十八），嘉庆二十四年长芦巡盐御史（长芦盐政），正黄旗护军统领，熱河總管；曾祖母郭氏。胞兄內務府員外郎常慶、內務府內管領常愷、內務府員外郎常惠。
- 祖父吉光（字樂川，c.1790s-？），内务府郎中，钦命湖北汉黄德道。祖母韓佳氏（父七十四，头等侍卫；胞兄薩靈阿）。
- 父春慶（字小樓，c.1820s-1894），河南候补知府。
- 母輝發那拉氏。其父内务府正白旗满洲福珠隆阿（字文澜），任长芦盐政、湖北按察使；母赵氏（父正蓝旗汉军、直隸山永協副將寅賓，胞兄道光癸未科進士達綸（道光进士），胞侄道光乙巳科進士文穎，侄孙同治甲戌科進士、清末东三省总督趙爾巽）；祖父延豐，任长芦盐政、粵海關監督、熱河總管；祖姑母輝發那拉氏，封道光帝之和妃 (道光帝)；祖伯父乾隆癸卯科舉人延庚，继妻尚氏（父内务府正白旗汉军、熱河總管尚福海），其孙儿道光二十一年（1841年）辛丑恩科进士麒慶；胞姊輝發納喇氏分别嫁鎮國公奕興（胞姊愛新覺羅氏嫁正白旗蒙古、散秩大臣圖伯特氏文煇（父一等義烈公慶祥，祖父武英殿大學士保寧 (大學士)），曾祖恭勤貝勒弘明 (貝勒)）、正藍旗滿洲覺羅懷勳（父乾隆乙未科進士文敏公覺羅長麟）。
- 胞伯春年（字古有，号芝田、小川，1829-？），咸丰二年顺天乡试举人（隶内务府正白旗嵩璝管领下），内务府营造司郎中、武英殿总管、江南织造；妻舒舒覺羅氏（父承霖）。
- 堂伯昆寿（字静山，？-1870），授喀勒春巴图鲁、太子少保；咸丰二年（1852）广东提督，与太平军作战，曾接见时英国驻广州领事巴夏禮；同治四年（1865）杭州将军，病卒，赐祭葬，谥号状敏。祥庆，苏州织造、淮安关监督。
- 妻烏罕濟爾莫特氏（父毓昌，河南候补同知）。
- 子李世祺。